# Historielied op Floris V
Het historielied op Floris V is een historielied dat verhaalt over de moord op graaf Floris V van Holland door Gerard van Velzen op 27 juni 1296. 

## Inhoud
Verontwaardigd wijst Gerard van Velzen Floris V' bevel af diens bijzit tot vrouw te nemen. In plaats daarvan treedt hij in het huwelijk met de dochter van de graaf van Bentem. Kort na hun huwelijk stuurt Floris V Gerard van Velzen op missie en maakt hij misbruik van diens afwezigheid om zijn vrouw te verkrachten. Uit wraak steekt Gerard de graaf dood. Hij wordt gevangengenomen en ter dood gebracht.       

## Historische achtergrond
In het lied wordt de nadruk gelegd op de verkrachting, die historisch echter niet bewezen is. Door hierop te focussen droeg het lied bij aan de verspreiding van een negatief beeld over Floris V. 
In realiteit was het motief voor de moord op de graaf politiek geïnspireerd. In de dertiende eeuw woedde er een strijd tussen Frankrijk en Engeland, waarbij Floris bondgenoot was van de Engelsen. Omdat hij niet genoeg steun kreeg van de Engelse koning, besloot hij over te lopen naar de Fransen. Hierop gaf de koning van Engeland zijn gezanten de opdracht om samen met enkele hoge Hollandse edelen de graaf van Holland te ontvoeren. Bij deze edelen behoorden Gijsbrecht van Amstel, Herman van Woerden en Gerard van Velzen, alle drie leenmannen van de graaf. In juni 1296 werd de graaf gevangengenomen tijdens een valkenjacht en naar het Muiderslot overgebracht. Het plan was om hem van daaruit naar Engeland te ontvoeren, maar dit is nooit gelukt. Buiten het Muiderslot had zich een menigte verzameld die de vrijlating van de graaf eiste. Tijdens hun vlucht voor de partijgangers van Floris V vermoordde Gerard van Velzen Floris in paniek. Later werd hij gearresteerd en ter dood veroordeeld.

## Overlevering
Dit lied is overgeleverd in een lange en een korte versie. De lange versie is anoniem, bevat 30 strofen en beschrijft de aanleiding tot de moord, de moord zelf en de straf van Gerard van Velzen. Het is vermoedelijk niet lang na de moord ontstaan en wordt door vergelijking met contemporaine bronnen gedateerd voor 1320. Hiermee is dit lied het oudst bekende Nederlandse historielied. De vroegst bewaarde bron waarin het voorkomt is de editie van de Rijmkroniek van Melis Stoke door Jan van der Does uit Leiden in 1591. 
De korte versie is een bewerking van het lange lied. Hiervan zijn twee redacties bekend, die we verder A en B zullen noemen. De tekst van A is niet volledig overgeleverd. De verhaalde gebeurtenissen worden middenin afgebroken en het slot is erg vaag. De gevangenneming van Floris V en de moord komen hierin niet ter sprake. Deze redactie is terug te vinden in een handschrift uit de vijftiende eeuw (LEIDEN, UB, LTK 194, f. 15r). 
In 1999 ontdekte Wim van Anrooij de B-redactie op een los blad dat wordt aangeduid met de naam handschrift-Jochems, naar een vroegere bezitter. Het ontstaan van B wordt gesitueerd tussen 1496 en 1577 omdat er aan het begin van het lied wordt vermeld dat de moord zo'n tweehonderd jaar eerder plaatsvond. De tweede datum verwijst naar de mededeling door een zestiende-eeuwse bezitter dat hij het blad op 20 december 1577 ontving van een zekere Augustijn van Teijlingen Jacobszoon uit Alkmaar. Deze B-redactie telt 40 strofen.
Al voor de vondst van het handschrift-Jochems was Van Anrooij door vergelijking van beide versies tot de conclusie gekomen dat de zogenaamde korte versie oorspronkelijk veel langer geweest moest zijn dan de lange. Met zijn 40 strofen kwam het handschrift-Jochems dus erg dicht bij de door hem geschatte 47 strofen van de oorspronkelijke versie.